# Jan Olschowsky
Jan Jakob Olschowsky (Neuss, 18 november 2001) is een Duitse voetbalkeeper. Hij is de doelman van Borussia Mönchengladbach, een club waar hij al sinds zijn jeugd voor speelt. Olschowsky is ook een voormalig jeugdinternational van Duitsland.

## Voetbalcarrière

### Loopbaan bij de club
Jan Olschowsky werd geboren in Neuss in de buurt van Düsseldorf en groeide op in Glehn, een deelgemeente van Korschenbroich. Daar speelde hij voor SV Glehn, voordat hij toetrad tot de jeugdacademie van Borussia Mönchengladbach. Op 8 november 2022 maakte hij op 20-jarige leeftijd zijn profdebuut in de 1-2 nederlaag in de uitwedstrijd in de Bundesliga tegen VfL Bochum.

### Carrière in de nationale elftal
Jan Olschowsky was jeugdinternational van Duitsland en kwam in actie op onder-18-, onder-19- en onder-20-niveau.

## Links
- Jan Olschowsky op Duitse voetbalbond
- Jan Olschowsky op transfermarkt.de